# Řečanka
Řečanka (Najas) je rod jednoděložných rostlin z čeledi voďankovité (Hydrocharitaceae). Starší systémy často vylišovaly samostatnou čeleď řečankovité (Najadaceae) obsahující pouze 1 rod: řečanka v širším pojetí (Najas s.l.).

## Taxonomická poznámka
Tento článek pojednává o rodě řečanka v širším pojetí (Najas s.l.). Někteří autoři z něho oddělují ještě menší rod řečanečka (Caulinia Willd.)

## Popis
Jedná se o jednoleté nebo vytrvalé vodní rostliny s ponořenými listy i květy a kořenící ve dně. Listy jsou jednoduché, vstřícné nebo v přeslenech (často 3-četné přesleny) či střídavé (zpravidla však téměř vstřícné či v přeslenech), jsou přisedlé s listovými pochvami, které nejsou srostlé. Čepele jsou celistvé, se zubatým či pilovitým okrajem, čárkovité, jednožilné. Květy jsou jednopohlavné, rostliny jsou jednodomé nebo dvoudomé. Květy jsou jednotlivé, dosti redukované. Samčí květy mají na bázi soubor toulcovitých šupin a baňkovitý 2-pyský obal, který je někdy interpretován jako okvětí. Samičí květy jsou zcela nahé. Okvětí chybí či je velmi zakrnělé, nebo je za něj u samčích květů někdy považován obal. Samčí květy obsahují 1 tyčinku s přisedlým prašníkem. Opylování se děje pomocí vody. V samičích květech je gyneceum složené z 1 nebo 3 plodolistů (patrně záleží na interpretaci), je zdánlivě monomerické. Semeník je svrchní. Plod je suchý, nepukavý, nažka.

## Rozšíření ve světě
Je známo asi 50 druhů, které jsou rozšířeny po celém světě, od chladného pásma po tropy.

## Rozšíření v Česku
V ČR můžeme najít 2 druhy. Řečanka přímořská (Najas marina) je vzácná a silně ohrožená (C2) vodní rostlina. Ještě vzácnější a kriticky ohrožená je řečanka menší neboli řečanečka menší (Najas minor, syn.: Caulinia minor (All.) Coss. et Germ.).

## Seznam druhů
- Najas ancistrocarpa A. Br. ex Magnus – Asie
- Najas arguta Kunth – Jižní Amerika
- Najas browniana Rendle – Asie, Austrálie
- Najas filifolia – Severní Amerika
- Najas flexilis – Evropa, Asie, Severní Amerika
- Najas gracillima – Evropa, Asie, Severní Amerika
- Najas graminea – Evropa, Asie, Afrika, Austrálie, adventivně Severní Amerika
- Najas guadalupensis – Severní Amerika, Střední Amerika, Jižní Amerika
- Najas indica (Willid.) Cham. – Asie
- Najas japonica Nakai – Asie
- Najas marina – Evropa, Asie, Severní Amerika, Střední Amerika, Jižní Amerika
- Najas malesiana W.J.de Wilde – jižní Asie, Austrálie
- Najas minor – Evropa, Asie, Afrika, adventivně Severní Amerika
- Najas podostemon Magnus – Jižní Amerika
- Najas pseudograminea W.Koch – Austrálie
- Najas tenuifolia R.Br. – Austrálie
- Najas tenuissima – severovýchodní Evropa
- Najas wrightiana – Severní Amerika, Střední Amerika, Kuba, Jižní Amerika
- a další